# 雲鐸
雲鐸（1911年8月—2009年11月28日），出生於江蘇省鎮江市，中華民國空軍少將，畢業於金陵大學電機工程系。曾任中華民國空軍第三飛機製造廠廠長、中華人民共和國重工業部南京航空工業專科學校（今南京航空航天大學）教授。

## 生平
1930年，金陵大學附屬中學畢業後，考入金陵大學電機工程系，大學畢業後考取庚款公費留學，赴義大利都靈大學（University of Turin）航空空氣動力學系深造，再入羅馬大學航空研究班。
1938年，由義大利回國任職國民政府軍事委員會航空委員會（今國防部空軍司令部）。
1946年1月，航空委員會派時任第三飛機製造廠（後為空軍第二後勤指揮部）廠長的雲鐸與副廠長陸履坦與機工長湯蘭第來臺灣接收日軍航空工廠，並將原在成都的空軍第三飛機製造廠軍眷安排赴臺。
1947年二二八事件爆發，正在台中水湳機場的空軍第三飛機製造廠廠長雲鐸與二七部隊議和並交出武器，事後涉事相關人員被調查究責。
1948年2月，空軍第三飛機製造廠仿製美國波音公司PT-17製造的雙座雙翼型初級教練機——初教一型試飛成功。
1949年中華民國政府遷臺、中華人民共和國成立後，雲鐸前往美國再飛至英屬香港返回中國大陸。